# 格罗文
格罗文是德国石勒苏益格－荷尔斯泰因州的一个市镇。总面积7.90平方公里，总人口119人，其中男性69人，女性50人（2011年12月31日），人口密度15人/平方公里。